# Kvantor
I logik betegner kvantifikation mængden af eksempler inden for diskursområdet, der tilfredsstiller en åben formel. De to mest almindelige kvantorer (kortform af latin: kvantifikator) betyder "for alle" (alkvantor) og "der findes" (eksistenskvantor). F.eks. i aritmetik gør kvantorer det muligt at sige, at de naturlige tal fortsætter uendeligt, ved at skrive, at for alle n (hvor n er et naturligt tal), findes der et andet tal (f.eks. efterfølgeren til n), som er en større end n.
Et sprogelement, der genererer en kvantifikation (såsom "alle") kaldes en kvantor. Det resulterende udsagn er et kvantificeret udsagn, det siges at være kvantificeret over prædikatet (såsom "det naturlige antal x har en efterfølger"), hvis frie variabel er bundet af kvantoren. På formelle sprog er kvantifikation en formel-konstruktor, der fremstiller nye formler fra gamle. Sprogets semantik angiver, hvordan konstruktoren fortolkes. To grundlæggende slags kvantificering i prædikatslogik er alkvantifikation og eksistenskvantifikation. Det traditionelle symbol for alkvantoren "alle" er "∀", et roteret bogstav "A", og for eksistenskvantoren "findes" er "∃", et roteret bogstav "E". Disse kvantorer er blevet generaliseret fra og med Mostowski og Lindströms arbejde.
Kvantifikation anvendes også på naturlige sprog; eksempler på kvantorer på dansk er for alle, for nogle, mange, få, meget og ingen.

## Alkvantoren
Alkvantoren, {\displaystyle \forall {}\,}, er en logisk kvantor, der betyder for alle. Helt præcist læses
{\displaystyle \forall {x}\,P}
således: For alle x gælder at P.
Da nogle bruger ordet "alle" i skiftende betydninger (deriblandt nogle som er utilsigtede i denne sammenhæng) kan det være bedre pædagogik at læse udsagnet som: For ethvert x gælder at P.

## Eksistenskvantoren
Eksistenskvantoren,  ∃, er en logisk kvantor anvendt indenfor prædikatslogikken. Formlen
{\displaystyle \exists {x}\,P\quad }
læses: Der findes mindst én x, for hvilken det gælder at P.
Nedenunder ses et eksempel på en disjunktion, der siger at produktet af mindst ét sæt to ens naturlige tal giver 25:
0·0 = 25, eller 1·1 = 25, eller 2·2 = 25, eller 3·3 = 25, og så videre.
Det ovenstående udsagn kan skrives formelt som:
For et naturligt tal, n, n·n = 25
Der er forskel på dette udsagn og det første, da dette klart beskriver domænet, der på det første ikke kan afgøres.
Eksemplet ovenover er sandt, da der netop findes ét sæt to ens naturlige tal hvis produkt giver 25 (5·5 = 25). Symbolsk kan dette skrives som:
{\displaystyle \exists {n}\in \mathbb {N} ~P(n,n,25)}
givet at P(a,b,c) er et prædikat for a·b = c.